# Euproctis trifasciata
Euproctis trifasciata är en fjärilsart som beskrevs av Moore 1879. Euproctis trifasciata ingår i släktet Euproctis och familjen tofsspinnare. Inga underarter finns listade i Catalogue of Life.